# Michael Ponti
Michael Ponti (Friburgo de Brisgovia, 29 de octubre de 1937-Garmisch-Partenkirchen, Baviera; 17 de octubre de 2022) fue un pianista alemán.

## Vida
Michael Ponti nació en Alemania, y estudió piano en Washington D. C. con Gilmour McDonald desde 1954 hasta 1955, quien fue discípulo de Leopold Godowsky. Asistió a las secundaria DeMatha Catholic High School desde 1951 hasta 1953. Se graduó en la secundaria Northwestern High School en Hyattsville, Maryland in 1955. 

## Carrera
Posteriormente estudió con Eric Flinsch (quien a su vez había estudiado con Emil von Sauer, del que llegó a ser asistente) en Fráncfort desde 1955 hasta 1961. En 1964 obtuvo el primer premio en el concurso internacional de piano Ferruccio Busoni.
En 1977 fundó su propio trío (con el violinista Robert Zimansky y el chelista Jan Polasek).